# Берта од Кента
Света Берта или Света Алдерберга (лат. Bertha of Kent; 539 — око 612) била је краљица Кента која је имала утицаја на христијанизацију англосаксонске Енглеске. Због своје улоге у ширењу хришћанства касније је канонизована.

## Биографија
Берта је била франачка принцеза, ћерка Хариберта I и његове супруге Ингоберге и унука Хлотара Првог. Њен отац је умро 567. године а мајка 589. Берта је одрасла недалеко од Тура. Њен брак са паганским краљем Етелбертом од Кента био је уговорен под условом да Берта може слободно да исповеда своју хришћанску веру. Она је са собом повела у Енглеску свог капелана Лиудхарда. Берта је обновила цркву у Кентерберију која је потицала још од римског времена, и посветила ју је светом Мартину Турском. Црква је служила као Бертина лична капела пре него што је Августин стигао из Рима. Садашња црква Светог Мартина у Кентерберију је заправо иста зграда и представља најстарију сачувану цркву на енглеском говорном подручју и увршћена је на списак светског културног наслеђа.
Августин Кентерберијски, који је био један од учесника тзв. Грегоријанске мисије коју је одаслао папа Гргур I Велики да проповеда Јеванђеље у Енглеској 596, имао је успеха у својој мисији, добрим делом захваљујући Бертином утицају. Без њена подршке не би било могуће изградити монашке насеобине и катедралу. Папа Гргур је 601. године упутио Берти писму у којој је истакао њену посвећеност вери.
Англосаксонски извори указују да је света Берта имала двоје деце Едбалда од Кента и Етелбурга од Кента.
Време њене смрти није познато.

## Породично стабло
|  |                   |  |  |  |  |  |  |  |  |  |  |  |  |  |  |  |
|  | 2. Хариберт I     |  |  |  |  |  |  |  |  |  |  |  |  |  |  |  |
|  |                   |  |  |  |  |  |  |  |  |  |  |  |  |  |  |  |
|  |                   |  |  |  |  |  |  |  |  |  |  |  |  |  |  |  |
|  | 1. Берта од Кента |  |  |  |  |  |  |  |  |  |  |  |  |  |  |  |
|  |                   |  |  |  |  |  |  |  |  |  |  |  |  |  |  |  |
|  |                   |  |  |  |  |  |  |  |  |  |  |  |  |  |  |  |
|  | 3. Ингоберга      |  |  |  |  |  |  |  |  |  |  |  |  |  |  |  |
|  |                   |  |  |  |  |  |  |  |  |  |  |  |  |  |  |  |
|  |                   |  |  |  |  |  |  |  |  |  |  |  |  |  |  |  |